# Jean-Louis Boigues
Jean Louis Boigues, né le 25 avril 1784 à Lascelle (Cantal) et mort le 12 novembre 1838 à Paris 3e, est un industriel, maître de forges et homme politique français. Il a fondé deux importants établissements industriels dans le Nivernais. Il a été député de la Nièvre de 1828 à sa mort, et a joué un rôle important, parmi les industriels de son époque, dans le développement de la sidérurgie et du chemin de fer.

## Biographie
Louis Boigues est issu d'une famille originaire du Cantal, implantée à Paris au début du XIXe siècle.

### Famille
Ainé d’une fratrie de sept enfants, dont Bertrand dit « Meillard » et Guillaume dit « Émile », Louis Boigues est le fils de Pierre Boigues (1755-1820), propriétaire d’un comptoir métallurgique à Paris, dans le Marais, sous l'Empire, et de Catherine Brousse (1764-1848).
En 1809, le père de Jean-Louis Boigues, Pierre Boigues, s'implante dans la Nièvre en achetant le domaine du Chambon, proche de Saint-Pierre-le-Moûtier, tout en conservant son affaire de Paris, à laquelle il associe Louis et Émile, sous la dénomination MM. Boigues et fils.
Son association en affaires s’accompagne de voyages en Hollande, Espagne, Suède, Styrie (Autriche) et Carinthie (Autriche).
À son retour il s'intéresse à la tôlerie de Dillingen, située dans la Sarre, pour la fabrication de tôles de fer, de fer blanc, et pour le laminage du cuivre et du bronze.
À la fin de l’Empire, et consécutivement à la perte de la Sarre, il envisage d’utiliser l'usine créée à Montataire (Oise) par Georges Dufaud en 1811, et signe un contrat avec le propriétaire de l'usine. Par ailleurs, Louise Marie de Las (1746-1828), veuve d'Emmanuel Gaspard du Bourg de Bozas, exploite seule la forge d'Imphy depuis la mort de son mari en 1788. Elle souhaite se libérer de celle-ci et la propose à bail. L'affaire se réalise et ce sont les sieurs Boigues, Debladis, Auriacombe et Guérin qui, en 1816, prennent la forge en ferme pour 20 ans. Louis Boigues y transfère la tôlerie que la famille Boigues possédait à Dillingen (Sarre).
En 1819, la maison Boigues et fils rachète aux marchands de fer parisiens Paillot et Labbé le bail des forges de Trézy et Grossouvre dirigées par Georges Dufaud. Pierre Boigues meurt en 1820. Son fils Louis lui succède à la tête de l'entreprise familiale.

### Carrière industrielle et politique
En 1821 Louis Boigues crée avec son frère, mais surtout avec le concours de Jean-Georges Dufaud qu’il a fait venir de la forge de Grossouvre, une nouvelle usine à l’anglaise (forge à l’anglaise) à Fourchambault. Cette usine deviendra la Société Boigues & Cie, qui fusionnera par la suite pour devenir la Société de Commentry, Fourchambault et Decazeville. La même année, les Boigues commanditent Emile Martin pour la création de la fonderie de Fourchambault, destinée à alimenter la forge en pièces et machines.
Outre Grossouvre et Trézy, les Boigues possèdent les hauts-fourneaux de Torteron (acquis en 1822), La Guerche (1830), La Feularde (1822), Meulot, Cramain, Charbonnières. Ils possèdent une clouterie à Cosne-sur-Loire, une usine de quincaillerie à La Charité-sur-Loire, et la fonderie de la Pique à Nevers.
Dans la Loire, aux côtés de Louis de Gallois, ils participent à la Compagnie des mines de fer de Saint-Étienne. Avec Claude Hochet et le banquier Jacques Constant Milleret, Louis Boigues est l’initiateur du chemin de fer de Saint-Étienne à Andrezieux.
Louis Boigues est élu député de la Nièvre en 1828, et représentera le département jusqu’à sa mort.
En 1836, avec la banque Seillière et les frères Adolphe et Eugène Schneider, Louis Boigues participe au renflouement des forges du Creusot et co-fonde Schneider et Cie. Par son mariage avec Claudine Françoise Montanier, qui a eu d’un premier lit avec Étienne Aignan une fille Valérie (1812-1861), Louis Boigues est le beau-père d'Adolphe Schneider qui a épousé Valérie Aignan le 7 juillet 1831.
À sa mort en 1838 est constituée une nouvelle société, Boigues et Cie, qui rassemble ses deux frères, Bertrand dit « Meillard » (1794-1845) et Émile (1805-1885), ainsi que ses deux beaux-frères, Claude Hochet (1772-1857) et Hippolyte François Jaubert (1798-1874).